# Adjari
Adjarii (georgiană აჭარლები, Ačarlebi) sunt un grup etnic de georgieni care în mare parte locuiesc în Adjaria, sud-vestul Georgiei.

Adjarii au propia sa unitate teritorială - Republica autonomă Adjaria, fondată pe 16 iulie 1921, ca RASS Adjară.

## Adjari celebri
- Aslan Abashidze (n. 1938) - fost lider al Republicii Autonome Adjare
- Memed Abashidze (1873–1941) - lider politic al musulmanilor georgieni
- Rostom Abashidze (n. 1935) - luptător de lupte greco-romane
- Tbeli Abuserisdze (1190–1240) - scriitor scientist
- İsmet Acar (n. 1946) - businessman din Turcis
- Niaz Diasamidze (n. 1974) - cântăreț și compozitor
- Nino Katamadze (n. 1972) - cântăreț de jazz
- Sopho Khalvashi - cântăreț
- Konstantin Meladze (n. 1963) - compozitor
- Valeri Meladze (n. 1965) - cântăreț
- Zurab Nogaideli (n. 1964) - fostul Prim Ministru al Georgiei, (2005-2007)
- Ulvi Rajab (1903–1938) - actor
- Bayar Șahin - cântăreț în Turcia Turkiye
- Levan Varshalomidze (n. 1973) - fost lider al Republicii Autonome Adjare
- Ismet Dindar-Mikeladze - renumit doctor turc, profesor al originilor Adjariene
- Dürrünev Kadın Efendi - soția sultanului Abdülaziz din Imperiul Otoman
- Hayranıdil Kadınefendi - a patra soție a sultanului Abdülaziz din Imperiul Otoman
- Dilpesend Kadın Efendi - soția sultanului Abdul Hamid II din Imperiul Otoman
- Koca Yusuf Pasha - om de stat otoman, mare vizir între 25 ianurie 1786-28 mai 1789, și Amiral major al marinei otomane începând cu 19 decembrie 1789.
- Jano Ananidze - fotbalist la Spartak Moscova